# Mirna Radulović
Mirna Radulović (in serbo Мирна Радуловић?; Subotica, 5 luglio 1992) è una cantautrice serba.
Nel 2012, ha vinto la seconda edizione di Prvi glas Srbije, versione serba di The Voice, portandola al successo nazionale. Come parte dei Moje 3, ha rappresentato la Serbia all'Eurovision Song Contest 2013 con il brano Ljubav je svuda, non riuscendo tuttavia a qualificarsi per la serata finale.

## Carriera
Nel 2012, ha preso parte alla seconda edizione di Prvi glas Srbije, versione serba del programma The Voice. Dopo aver superato le Battle Round, dove passa a pari merito con la sua sfidante Nevena Božović alla fase successiva, Mirna accede ai Live, fino ad arrivare alla finale, dove viene proclamata vincitrice del programma.
Nel 2013, insieme a Nevena Božović e Sara Jovanović, rispettivamente seconda e terza classificata della seconda edizione di The Voice, fondano il gruppo musicale Moje 3. Il gruppo prende parte al Beosong 2013, l'allora processo di selezione nazionale per l'Eurovision Song Contest con il brano Ljubav je svuda. Nella serata finale del programma vengono proclamati vincitrici, ottenendo il diritto di rappresentare la Serbia all'Eurovision Song Contest 2013 a Malmö.
Il gruppo si è esibito nella prima semifinale della manifestazione, mancando la qualificazione alla finale, classificandosi undicesime con 46 punti, diventando le seconde artiste serbe a non superare le semifinali dopo Marko Kon e Milaan.

## Influenze musicali
Radulović ha più volte confermato che il suo stile musicale è stato fortemente influenzato da Beyoncé e Christina Aguilera.

## Vita privata
Mirna ha avuto una relazione prima di partecipare al Prvi glas Srbije, successivamente sono sorte varie speculazioni di tradimento di lui durante lo svolgimento del programma. Alla fine la coppia si lasciò, ma la Radulović ha confermato che non c'è stato nessun tradimento. Di recente, è stata confermata l'inizio della relazione con Zoran Stanić, conosciuto durante il programma.

## Discografia

### Singoli
- 2013 – Ljubav je svuda (come parte delle Moje 3)
- 2013 – Slušaj Dobro
- 2014 – Pred Svima